# Cerkiew Świętych Męczenników Ziemi Chełmskiej i Podlaskiej w Zbuczu
Cerkiew pod wezwaniem Świętych Męczenników Ziemi Chełmskiej i Podlaskiej – prawosławna cerkiew filialna w Zbuczu. Należy do parafii Zaśnięcia Najświętszej Maryi Panny w Czyżach, w dekanacie Hajnówka diecezji warszawsko-bielskiej Polskiego Autokefalicznego Kościoła Prawosławnego.
Cerkiew wzniesiono w celu upamiętnienia prawosławnych męczenników podlaskich, wśród których pięciu było mieszkańcami Zbucza. Kamień węgielny pod budowę świątyni został poświęcony 27 maja 2012 r. przez metropolitę warszawskiego i całej Polski Sawę. Podstawowe prace budowlane trwały cztery lata. 29 maja 2016 r. metropolita Sawa dokonał konsekracji cerkwi; w tym czasie świątynia nie była jeszcze wyposażona w ikonostas.